# Peirce H. Brereton
Peirce Hill Brereton (* 2. März 1894 in
New Bedford, Massachusetts; † 19. März 1963 in Tampa, Florida) war ein US-amerikanischer Politiker (Republikanische Partei). Von 1933 bis 1934 war er der erste Bürgermeister von Warwick, Rhode Island.

## Leben
Brereton studierte an der Brown University, der Yale University, wo er 1915 seinen Abschluss machte, und an der Harvard Law School, wo er 1918 einen Bachelor of Laws (LL. B.) erhielt. Während des Ersten Weltkriegs diente er, im Rang eines Ensign, auf der USS Itasca II (SP-803), einem Patrouillenboot der United States Navy. 1919 erfolgte seine Aufnahme in die Anwaltschaft.
In Rhode Island war Brereton von 1924 bis 1926 Richter am Nachlassgericht von Warwick. Von 1926 bis 1932 war er Staatsanwalt (Town Solicitor) von Warwick. Als es 1931 zu einer Änderung der Verwaltungsform von Warwick kam und diese von einem Town zu einer City wurde, wurden im November 1932 erstmals ein Bürgermeister sowie ein Stadtrat gewählt. Brereton kandidierte hierbei erfolgreich für das Amt des Bürgermeisters. Im März 1933 erfolgte seine Amtseinführung. Er bekleidete das Amt bis Ende 1934. Neuer Bürgermeister wurde 1935 der Demokrat John A. O’Brien.
Während des Zweiten Weltkriegs diente er erneut in der United States Navy, diesmal im Rang eines Lieutenant Commanders, und kam unter anderem im Pazifikkrieg zum Einsatz. 1946 zog er von Providence nach Florida, um dort in Ocala einen Holzölbaum-Plantage zu betreiben.
Brereton war verheiratet und hatte einen Sohn, Peirce H. Brereton, Jr.